# Parador di Granada
Il Parador di Granada è un alloggio turistico che fa parte della catena alberghiera spagnola dei Parador e che si trova all'interno dell'Alhambra di Granada.
È ubicato nel luogo dove si trovava il convento di San Francesco fatto costruire dai Re Cattolici nel 1494 sopra su un palazzo nasride di cui si conservano ancora i resti.
L'edificio è stato il luogo in cui sono stati sepolti inizialmente Isabella e Ferdinando II in attesa che venisse completata la Cappella Reale.
Nel 1835 il monastero venne abbandonato dai francescani ed ebbe diversi utilizzi per tutto il XIX secolo finché l'architetto Leopoldo Torres Balbás non lo salvò dalla rovina tra il 1927 e il 1936, trasformandolo in una residenza per pittori.
Dal 26 giugno 1945 l'edificio ha aperto le porte al pubblico come parador ed è stato votato come il secondo più bello della catena, dopo quello di Baiona, che si trova a Pontevedra.